# Tabaluga und Lilli (Album)
Tabaluga und Lilli ist ein 1993 erschienenes Konzeptalbum von Peter Maffay aus dem Jahr 1993. Das Album ist als Musical für Kinder aufgebaut, auf dem sich erzählte Passagen und Lieder abwechseln. Nach Tabaluga und das leuchtende Schweigen war es das dritte Album der Reihe um den Drachen Tabaluga.

## Entstehung und Veröffentlichung
Die Erstveröffentlichung von Tabaluga und Lilli erfolgte am 4. Oktober 1993 bei BMG. Das Album erschien in seiner Originalausführung CD mit 11 Titeln (EAN 743211517423) und als Promo 2-CD (Kat.-Nr.: 74321 16199 2).
Die Musik aller Titel wurde von Jean-Jacques Kravetz (1, 4, 10, 11), Peter Maffay (1, 2, 3, 7, 11), Pascal Kravetz (4, 10, 11), Bertram Engel (5, 6, 9, 11), Carl Carlton (5, 6, 9, 11), Andreas Becker (8,11) komponiert. Die Texte aller Titel wurden von Gregor Rottschalk (2, 3, 4, 5, 6, 7, 8, 9, 10, 11) und Helme Heine (2, 5, 7) geschrieben. Für die Produktion aller Lieder zeichneten Peter Maffay, Bertram Engel und Carl Carlton verantwortlich.

## Inhalt und Stil
Bei Tabaluga und Lilli handelt es sich stilistisch um ein Musical- beziehungsweise Pop-Rock-Album. Inhaltlich behandelt das Album überwiegend Lieder, die sich mit dem Thema Liebe auseinandersetzen. Es wird gezeigt, dass die „Kraft der Liebe auch Herzen aus Eis schmelzen“ könne.

## Titelliste Promo-CD 1
1. Ouvertüre [Tabaluga und Lilli] – 3:18
2. Solang dein Feuer brennt (Drachenlied) – 4:08
3. Der Strom der Zeit – 5:35
4. Wir sind froh, dass es uns gibt (Der Bienensong) – 3:54
5. Fass das nicht an + Stephan Remmler – 4:14
6. Eis im September – 6:18
7. Das Leben ist ein Würfelspiel – 4:09
8. Ich fühl wie du + Alexis – 4:30
9. Der Schlüssel zur Macht – 4:42
10. Wenn eine Hoffnung stirbt – 6:56
11. Finale + Alexis – 2:44

## Titelliste Promo-CD 2
1. Ouvertüre [Tabaluga und Lilli] – 2:18
2. Solang dein Feuer brennt (Drachenlied) – 2:10
3. Der Strom der Zeit – 6:01
4. Wir sind froh, dass es uns gibt (Der Bienensong) – 3:00
5. Fass das nicht an + Stephan Remmler – 2:52
6. Die Schwarze Witwe – 1:46 (nur auf Promo)
7. Eis im September – 4:35
8. Ballroom Song – 2:42 (nur auf Promo)
9. Das Leben ist ein Würfelspiel – 3:43
10. Ich fühl wie du + Alexis – 3:26
11. Der Schlüssel zur Macht – 4:37
12. Wenn eine Hoffnung stirbt – 5:30
13. Dann Wirst Du Der Sieger Sein – 3:48 (nur auf Promo)

## Mitwirkende (Auswahl)
- Peter Maffay (Gesang, Gitarre 2–4, 7)
- Alexis (Gesang 8, 11)
- Stephan Remmler (Gesang 5)
- Colin Hodgkinson (Bass 2–4)
- Bertram Engel (Schlagzeug, Chor 4, Keyboards 1, 4, 10, Percussion 10)
- Grund- und Hauptschule Tutzing, Klasse 4b (Chor 4)
- Jackie Carter (Chor 5, 6, 9, 11)
- Nadeen Holloway (Chor 5, 6, 9, 11)
- Pascal Kravetz (Chor 3, 8–11, Keyboards 1, 4, 5, 10, Percussion 10, Piano 8)
- Carl Carlton (Gitarre 2, 4, Keyboards 1, 4, 10)
- Andreas Becker (Gitarre 2, 3, 8, 11, Keyboards 8, 11)
- Frank Diez (Gitarre 2, 4, Mandolin 4)
- Jean-Jacques Kravetz (Keyboards 1, 4, 10)
- Münchner Philharmoniker (Strings 6, 11)

## Kommerzieller Erfolg

### Chartplatzierungen
| ChartsChartplatzierungen | Höchstplatzierung | Wochen |
| ------------------------ | ----------------- | ------ |
| Deutschland (GfK)        | 4 (36 Wo.)        | 36     |
| Schweiz (IFPI)           | 17 (11 Wo.)       | 11     |

### Auszeichnungen für Musikverkäufe
| Land/Region        | Auszeichnungen für Musikverkäufe (Land/Region, Auszeichnung, Verkäufe) | Verkäufe  |
| ------------------ | ---------------------------------------------------------------------- | --------- |
| Deutschland (BVMI) | 2× Platin                                                              | 1.000.000 |
| Insgesamt          | 2× Platin ·                                                            | 1.000.000 |